# NGC 4418
NGC 4418 este o galaxie seyfert de tip 2⁠(d) situată în constelația Fecioara. A fost descoperită în 1 ianuarie 1786 de către William Herschel. Se află la o distanță de 32,9 de megaparseci de Pământ.